# Chaoborus
Chaoborus är ett släkte av tvåvingar som beskrevs av Lichtenstein 1800. Chaoborus ingår i familjen tofsmyggor.

## Bildgalleri

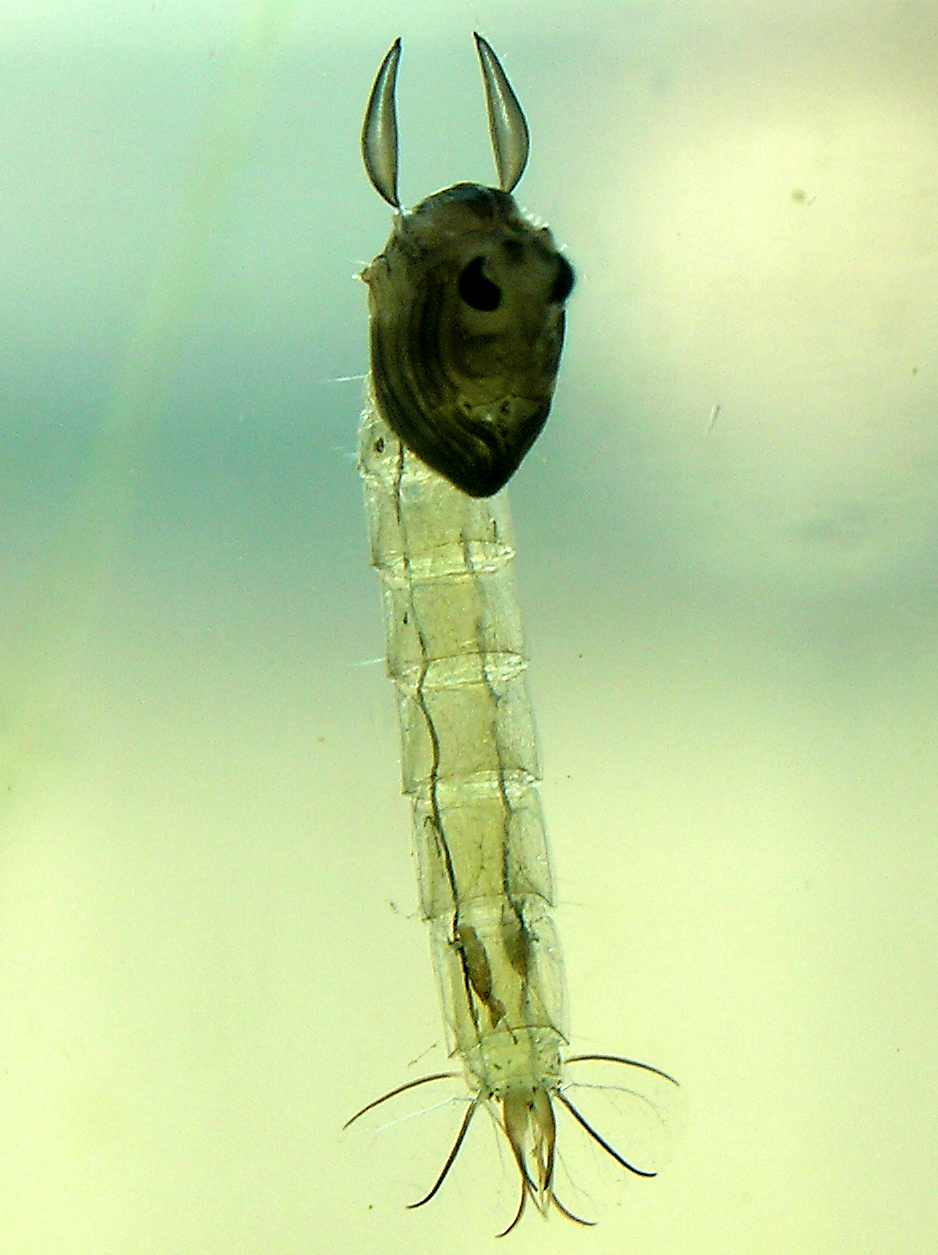
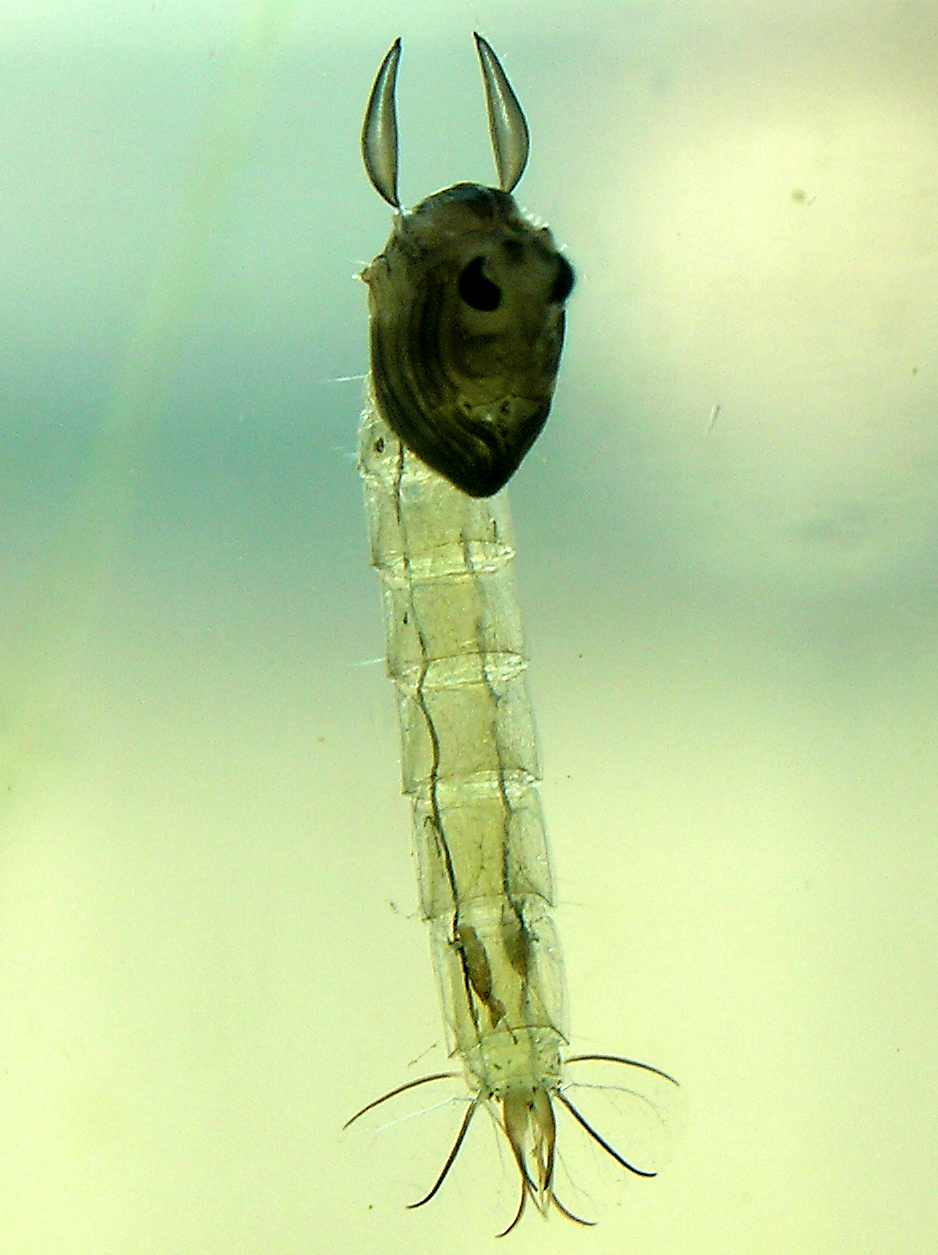
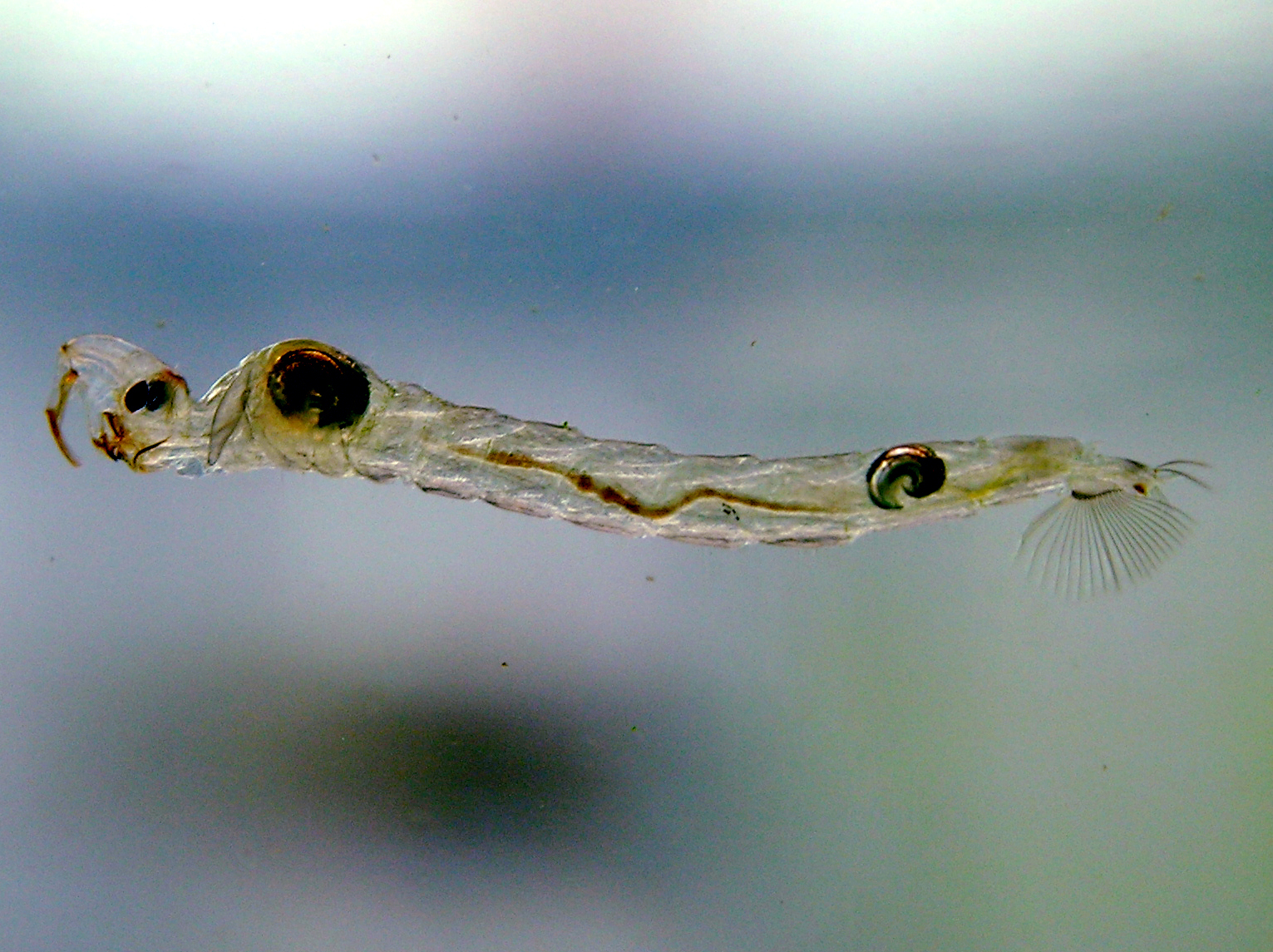

## Dottertaxa tillChaoborus, i alfabetisk ordning[1][2]
- Chaoborus americanus
- Chaoborus annandalei
- Chaoborus anomalus
- Chaoborus antillum
- Chaoborus asiaticus
- Chaoborus astictopus
- Chaoborus australis
- Chaoborus bolviensis
- Chaoborus brasiliensis
- Chaoborus brevisector
- Chaoborus ceratopogones
- Chaoborus cooki
- Chaoborus cornfordii
- Chaoborus crystallinus
- Chaoborus depereti
- Chaoborus edulis
- Chaoborus elnorae
- Chaoborus festivus
- Chaoborus flavicans
- Chaoborus flavidulus
- Chaoborus freemani
- Chaoborus fryeri
- Chaoborus fuscinervis
- Chaoborus indicus
- Chaoborus longicercus
- Chaoborus maculipes
- Chaoborus magnificus
- Chaoborus manilensis
- Chaoborus microstictus
- Chaoborus nyblaei
- Chaoborus obscuripes
- Chaoborus ornatipennis
- Chaoborus pallidipes
- Chaoborus pallidus
- Chaoborus punctilliger
- Chaoborus punctipennis
- Chaoborus queenslandensis
- Chaoborus sampsera
- Chaoborus souzai
- Chaoborus stonei
- Chaoborus trivittatus
- Chaoborus unicolor
- Chaoborus vagus